# Ignaz Sebastian Klauber
Ignaz Sebastian Klauber (en russe : Игнац Себастьян Клаубер), né le 2 janvier 1753 à Augsbourg et mort en mai 1817 à Saint-Pétersbourg, est un graveur sur cuivre bavarois. Il a été professeur, académicien et conseiller de l'Académie impériale des beaux-arts de Russie.

## Biographie
Ignaz Sebastian Klauber naît à Augsbourg le 2 janvier 1753.
Il est le représentant le plus marquant de la famille Klauber d'Augsbourg, une dynastie de graveurs. Il est le fils et l'élève de Johann Baptist Klauber. Il est complète sa formation en Italie, particulièrement à Rome, puis à Paris où il séjourne de 1781 à 1790 : il y est l'élève du graveur Jean-Georges Wille et en 1787 est admis à l'Académie royale de peinture et de sculpture. 
Il s'installe en 1796 à Saint-Pétersbourg, où il meurt en mai 1817.

## Élèves
- Constantin Afanassiev (1793-1857)